# カミウロコタケ
カミウロコタケ（紙鱗茸、学名: Phlebiopsis crassa）は、タマチョレイタケ科カミカワタケ属の中型のキノコ（菌類）で、白色腐朽菌である。食用不適。

## 分布・生態
日本各地を含むアジア、北アメリカ、南アメリカ、オーストラリアなど、汎世界的に分布する。
白色腐朽菌。一年を通じて発生し、広葉樹林の中の沢沿いなど湿った場所で、腐朽がすすんだ広葉樹の朽ちた倒木や落枝の上に広範囲に発生する。普通に見られる。

## 形態
子実体はやや厚みがある柔らかい皮状で、周縁部は上部が反転して少し丸くめくれたような半円形から棚状の傘を作る。背着生から半背着生で、表面は薄茶色で浅い環紋がみられる。傘の部分は柔らかなフェルト質で、厚さは0.5 - 2ミリメートル (mm) ほどあり、その上面は材白色の短毛状になった菌糸で覆われる。傘裏の子実層の面は、はじめは淡いすみれ色からやや褐色を帯びた紫色で、のちに退色して紫色を失い、最後には黄褐色になる。
子実層には多数のシスチジア（嚢状体）があり、シスチジアの大きさは80 - 160 × 6 - 12マイクロメートル (μm) の円筒形から長紡錘形で、淡黄色、40 μmほど突出する。肉は類白色。
子実体を構成する菌糸は一菌糸型で、菌糸隔壁にクランプを欠くが、まれにクランプを形成することもある。
担子胞子は大きさ8.5 - 11 × 4 - 6 μmの円柱形から広楕円形で、平滑で無色、非アミロイド性。胞子紋は白色。